# Santos Reyes Tepejillo (kommun)
Santos Reyes Tepejillo är en kommun i Mexiko.   Den ligger i delstaten Oaxaca, i den sydöstra delen av landet, 250 km sydost om huvudstaden Mexico City.
Följande samhällen finns i Santos Reyes Tepejillo:
- Santos Reyes Tepejillo